# Widerstand von Şebinkarahisar

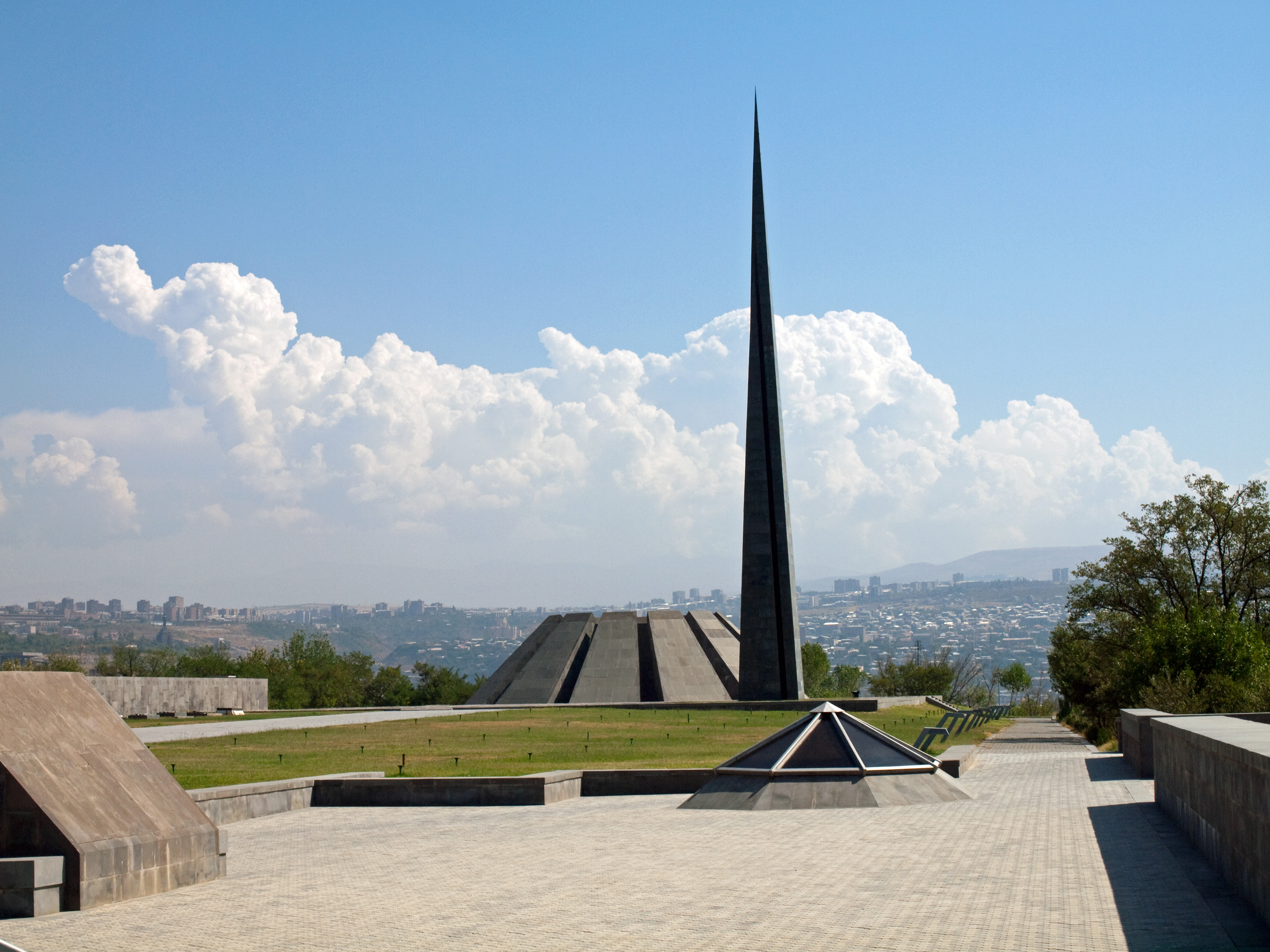
Ein Blick auf das Völkermorddenkmal oberhalb von Eriwan in Tsitsernakaberd

Der Widerstand von Şebinkarahisar war eine erfolglose Aktion armenischer Fedajin von der Huntschak-Partei in der heutigen Provinz Giresun vom 2. bis 30. Juni 1915, die sich gegen den durch das osmanische Militär verübten Völkermord an den Armeniern richtete. Die Armenier versteckten sich in einer Festung außerhalb der Stadtburg von Schabin-Karahisar, wo sich 250 Männer unter Hampartsum Boyadjian gegen die 1000 türkischen Soldaten wehrten.
Der Widerstand war erfolglos. Die osmanischen Verluste betrugen lediglich 2 Offiziere und 82 Soldaten sowie 30 Zivilisten.

## Hintergrund
Nachrichten über Massaker in anderen Regionen versetzten die Menschen von Şebinkarahisar in Furcht. Im April 1915 wurden hunderte junger Männer inhaftiert. Im Juni wurden alle religiösen Würdenträger der Region hingerichtet. Danach wurden 200 armenische Händler und Marktbetreiber getötet.
Die wehrfähigen Armenier von Şebinkarahisar entschieden sich daher zum Widerstand. Sie begannen, ihre eigenen Häuser niederzubrennen und verbarrikadierten sich in einer nahegelegenen Festung. Nach einigen Wochen hatten sie keine Munition mehr. Sie beschlossen, aus der Burg herauszukommen und mit bloßen Händen zu kämpfen. Danach waren nur noch Frauen, Kinder und Ältere in der Stadt, die nach der Unterdrückung des Widerstands getötet wurden.
Der Widerstand bei Şebinkarahisar wurde von Aram Haigaz, der diese Schlacht und die folgenden Todesmärsche überlebte, in seinem Buch The Fall of the Airie aufgezeichnet. Das Buch zitierte auch Augenzeugenberichte dieser Ereignisse.